# Ceraspis gibbicollis
Ceraspis gibbicollis är en skalbaggsart som beskrevs av Blanchard 1850. Ceraspis gibbicollis ingår i släktet Ceraspis och familjen Melolonthidae. Inga underarter finns listade i Catalogue of Life.